# Têtes de melon
Les têtes de melon sont des créatures qui apparaissent dans des légendes urbaines dans divers états américains dont le Michigan,  l'Ohio et le Connecticut. Généralement, ils sont décrits comme de petits êtres humanoïdes avec des têtes très grandes, formées comme des melons. Selon les légendes, ces créatures horrifiantes se cachent avant d'attaquer des hommes. 

## Légendes du Michigan
Selon des récits divers, les têtes de melon étaient en fait des enfants souffrant d'hydrocéphalie qui vivaient dans un asile à l'ouest du Michigan où ils ont été abusés cruellement par un médecin. Mais, plus tard, on les a abandonnés dans les forêts du lieu. D'autres versions de la légende affirment que les créatures auraient tué le médecin avant de fuir l'établissement. Aujourd'hui[Quand ?], selon la rumeur, des adolescents affirment avoir vu les fantômes des têtes de melon et du médecin,.

## Légendes en Ohio
Cette version circule surtout autour de la ville de Cleveland, où un certain « Docteur Crow », d'un orphelinat, aurait commis des expérimentations cruelles avec un groupe d'enfants difformes, injectant de l'eau dans leurs cerveaux. Finalement, les enfants torturés auraient réussi à tuer le médecin, brûler l'orphelinat et fuir dans les forêts où ils sont aperçues occasionnellement par des divers témoins,.

## Légendes en Connecticut
D'après une légende, un asile de fous est détruit par un incendie sévère qui a mené à la fuite de quelques enfants. Dans les forêts se serait déroulé cannibalisme (pour survivre aux hivers rudes de la région) ainsi que relation consanguines qui auraient causé l'hydrocéphalie. Une autre version dit que les êtres seraient les enfants d'une famille accusée de sorcellerie. On affirme que les êtres chassent et mangent des personnes qui entrent dans leur territoire boisé,. 